# 維拉科塔山 (拉巴斯省)
16°32′45″S 67°51′46″W / 16.54583°S 67.86278°W
維拉科塔山（Wila Quta），是玻利維亞的山峰，位於該國西部拉巴斯省的佩德羅多明戈穆里略省，處於穆魯拉塔山和科塔帕塔山西南面、漢科卡拉尼山東北面，屬於安第斯山脈中玻利維亞瑞阿爾山脈的一部分，海拔高度約5,032米。